# Anomala drusilla
Anomala drusilla är en skalbaggsart som beskrevs av Ohaus 1925. Anomala drusilla ingår i släktet Anomala och familjen Rutelidae. Inga underarter finns listade i Catalogue of Life.